# Wim Klever
Wilhelmus Nicolaas Antonius (Wim) Klever (Snelrewaard, 1930) è uno storico della filosofia olandese, studioso di Baruch Spinoza.

## Biografia
Klever studiò all'Università Radboud di Nimega e in quella di Utrecht, dove nel 1962 conseguì il dottorato con la dissertazione intitolata Anamnèsis en anagôgè. Gesprek met Plato en Aristoteles over het menselijk kennen ("Anamnèsis en anagôgè. Conversazione con Platone e Aristotele sulla conoscenza umana", pubblicata ad Assen dalla Van Gorcum nel 1962).
Docente presso l'Università Erasmus di Rotterdam, in numerose pubblicazioni e libri si occupò delle biografie della cerchia di amici del filosofo olandese.
Tenne seminari e conferenze a Madrid, Ciudad Real, Osaka, Tokyo, Rio de Janeiro (nel 2004), tra gli altri.

## Opere
- (NL)  Ethicom, ofwel Spinoza's Ethica vertolkt in tekst en commentaar, Eburon Delft, 1996
- (NL)  Mannen rondom Spinoza, Uitgeverij Verloren, Hilversum, 1997, ISBN 90-6550-563-6